# “八〇二”军事演习观礼台
“八〇二”军事演习观礼台，位于中国河北省张家口市万全县万全镇盆夭村。2001年2月7日被河北省人民政府公布为省级文物保护单位，类型为“近现代文物”。
“八〇二”军事演习观礼台的历史年代为1981年。1981年9月，中国人民解放军北京军区根据中国共产党中央军事委员会指示的在张家口市举行代号为“八〇二”的军事演习。邓小平、胡耀邦、赵紫阳、李先念、华国锋等党和国家领导人临场视察。